# FC 올렉산드리야
FC 올렉산드리야(우크라이나어: ФК Олександрія)는 키로보흐라드주 올렉산드리야를 연고로 하는 우크라이나의 축구 클럽이다. 현재는 우크라이나 프리미어리그에 참가하고 있다.

## 성적
- 우크라이나 1부 리그 2회 우승 (2010-11, 2014-15)
- 우크라이나 2부 리그 1회 우승 (2005-06)

## 선수 명단

### 현역
참고: FIFA 자격 규정에 따라 소속된 국가대표팀 국기를 표시합니다. 선수는 복수의 FIFA 비회원국 국적을 가지고 있을 수 있습니다.
| 번호 | 포지션 | 국적       | 이름          |
| ---- | ------ | ---------- | ------------- |
| 5    | MF     | 우크라이나 | 이반 칼류즈니 |
| 16   | DF     |            | 테오 은디카   |

| 번호 | 포지션 | 국적 | 이름 |
| ---- | ------ | ---- | ---- |

## 역대 감독
| 감독            | 임기   |
| --------------- | ------ |
| 레오니드 부랴크 | 2012   |
| 루슬란 로탄     | 2022 ~ |